# ياسمين هاني
ياسمين هاني (بالملايوية: Yasmin Hani)‏ هي ممثلة ماليزية، ولدت في 11 يونيو 1979 في راوڠ، سلاغور ‏ في ماليزيا.

## وصلات خارجية
- ياسمين هاني على موقع IMDb (الإنجليزية)
- ياسمين هاني على موقع قاعدة بيانات الفيلم (الإنجليزية)